# Flexão

Animação de uma repetição de flexão

Extensões de braços no solo ou flexão (também conhecido como marinheiro ou apoio de frente) é um exercício físico realizado em posição de prancha, com os braços estendidos e as palmas das mãos afastadas a largura dos ombros e alinhadas com os mesmos. Uma flexão consiste em fazer baixar o corpo de forma uniforme até que o peito fique a uma mão travessa do solo, sem lhe tocar e de seguida regressar a posição inicial. Este exercício está voltado para o desenvolvimento dos músculos peitorais e do tríceps, com benefícios auxiliares para músculos como deltoide, serrátil anterior e coracobraquial.

## Variantes
Uma variação do exercício consiste em realizá-lo em pé contra uma parede. Quanto mais longe os pés estiverem da parede, mais difícil. Outra variação que reduz a dificuldade do exercício é apoiar-se com os joelhos ao invés dos dedos dos pés.
Em um ambiente competitivo, não é incomum ver outras variações incomuns, como flexões na lama, neve ou terra, para torná-lo mais difícil, ou tornar o exercício mais difícil ainda, como colocar o pé ou um peso na parte de trás do leitor do ano (possivelmente com sanções se o equilíbrio é perdido) ou fazer o exercício descansando sobre os nós dos dedos, sem usar todos os dedos (excluindo o polegar), levantando uma perna durante a execução, empurrando de forma explosiva e dar uma salva de palmas e cair para trás com as palmas das mãos ou ir sozinho com um braço. Existem inúmeras outras variações, que permitem que o corpo seja trabalhado de maneiras diferentes.

### Dand

O dand, também conhecido como flexão Hindu. Esta é a versão mais básica, semelhante à usada por Bruce Lee, que se referiu a ela como um alongamento de gato.

A forma mais básica de dand começa na posição descendente do ioga do cão e transita para uma posição de pose de cobra. Também é conhecido como flexão Hindu. É comum na cultura física indiana e nas artes marciais indianas, particularmente em Pehlwani. Bruce Lee também o usou em seu regime de treinamento e o referiu como um alongamento de gato. É um exercício eficaz de força do núcleo, porque envolve dinamicamente tanto a cadeia anterior quanto a posterior, de maneira harmoniosa. Existem inúmeras variações do dand, embora a maioria incorpore as duas posturas usadas na versão mais básica. Também está relacionado à Saudação ao Sol.

## Outros fins
Eles também são comumente usados como um teste de aptidão, uma ligeira punição no momento, para mostrar as suas capacidades físicas ou como uma apresentação de submissão.